# 中华人民共和国第十一届残疾人运动会暨第八届特殊奥林匹克运动会
中华人民共和国第十一届残疾人运动会暨第八届特殊奥林匹克运动会（简称：全国第十一届残运会暨第八届特奥会）于2021年10月22日-10月29日在陕西省举行。本届残特奥会紧随第十四届全国运动会举行，是为历史首次全运会与全国残特奥会同年同地举办，也是2002年后陕西省第二次举办全国特殊奥林匹克运动会。

## 申办过程
2018年5月10日，中华人民共和国国务院批准同意陕西省承办2021年全国第十一届残运会暨第八届特奥会。
2018年11月，陕西省残联被纳入第十四届全国运动会陕西省筹委会成员单位，增设残运工作部。
2019年9月1日，第十届残疾人运动会暨第七届特殊奥林匹克运动会在天津闭幕，陕西省接过残特奥会会旗，残特奥会进入陕西时间。

## 象征

### 会徽
会徽名称为“太和”，蕴含中华民族“美美与共，天下大同”的精神内核。会徽整体取形为圆，与十四运“礼天玉璧”相呼应，寓意和合天下、万物相谐的盛世景象，传递“两个全运，同样圆满”、“两个百年，中国梦圆”的美好祈愿。会徽左右两部分分别象征“残疾人运动员将坚强意志化为梦想的翅膀”和“残疾人自强不息、拼搏奋进的精神”，充分体现残疾人事业“平等、参与、共享”的发展目标。会徽以黄、绿、蓝、紫、红为主色调，红色象征革命历史，黄色象征黄土高天，蓝色象征现代科技，紫色象征文化魅力，绿色象征自然生态。

### 吉祥物
名为“安安”，原型为唐代打马球俑。

### 口号
点亮梦想，为爱起航。

## 比赛项目
全国第十一届残运会暨第八届特奥会共设置43个大项、47个分项、1723个小项。
第十一届全国残运会竞赛项目包括夏季残奥听奥项目、冬季残奥听奥项目、残疾人大众比赛项目三类。
夏季残奥听奥项目设项包括：射箭、田径、羽毛球、篮球（轮椅和聋人）、硬地滚球、自行车、皮划艇、足球（盲人和聋人）、盲人门球、盲人柔道、举重、赛艇、射击、游泳、坐式排球、乒乓球、跆拳道、网球、轮椅击剑。冬季残奥听奥项目设项包括：越野滑雪、冬季两项、高山滑雪、单板滑雪、冰壶、残奥冰球。残疾人大众比赛项目设项包括：飞镖、象棋、围棋、轮椅舞蹈、盲人跳绳、三人制聋人篮球、五人制聋人足球、旱地冰壶、迷你滑雪。其中，残奥听奥乒乓球、羽毛球部分小项设大众组。
第八届全国特奥会竞赛项目包括田径、羽毛球、篮球、滚球、足球、举重、轮滑、游泳和乒乓球。其中，足球项目于2020年下半年举行。

## 代表团
- 北京市（339）[4]
- 天津市（106）[5]
- 河北省（270）
- 山西省（78）[6]
- 内蒙古自治区（184）
- 辽宁省（493）
- 吉林省（119）
- 黑龙江省（163）
- 上海市（284）
- 江苏省（271）
- 浙江省（381）
- 安徽省（111）
- 福建省（168）
- 江西省（108）
- 山东省（299）[7]
- 河南省（123）
- 湖北省（105）
- 湖南省（116）
- 广东省（120）[8]
- 广西壮族自治区（186）
- 海南省（109）[9]
- 重庆市（209）
- 四川省（372）
- 贵州省（99）
- 云南省（181）
- 西藏自治区（56）
- 甘肃省（117）
- 青海省（91）
- 宁夏回族自治区（103）
- 新疆维吾尔自治区（60）
- 新疆生产建设兵团（42）[10]
- 香港特别行政区（23）
- 澳门特别行政区
- 陕西省（505）
  - 陕西一团[11]
  - 陕西二团

## 开闭幕式

### 开幕式
本届残特奥会开幕式于10月22日晚在陕西西安奥体中心体育馆举行。中共中央政治局委员、国务院副总理孙春兰出席开幕式并宣布运动会开幕。
开幕式文体展演以《共同的梦》为主题，分为《温暖》、《自强》、《绽放》三个篇章。主火炬由陕西省渭南市华州区陕化小学残疾学生高梓悦点燃。

### 闭幕式
10月29日，本届残特奥会闭幕式在西安奥体中心体育馆举行。国务委员、国务院残疾人工作委员会主任王勇出席闭幕式并宣布运动会闭幕。
闭幕式上进行了残运会、特奥会会旗交接仪式，交接仪式六位代表为（按旗帜交接顺序）：
- 组委会副主任兼秘书长，陕西省副省长 方光华
- 国家体育总局副局长 刘国永
- 组委会执行主任，中国残联党委书记、理事长 周长奎
- 广东省副省长 郭永航
- 香港特別行政區民政事务局局长 徐英伟
- 澳門特別行政區社会文化司司长办公室顾问 黄有力

随后进行了主题为《携手前行》的文体展演。

## 比赛场馆
陕西省内共安排22个场馆设施，分布在西安市、宝鸡市、铜川市、渭南市、杨凌示范区等5个市（区）。本届赛事主要与第十四届全运会使用相同场馆，提升无障碍设施，使之符合残疾人运动项目的需求。
前期提前在北京、辽宁、吉林、黑龙江、广东、山东、浙江、湖北、四川、青海等10个省市举办了10个残奥听障项目、9个群体项目比赛。